# Pegomya gilvoides
Pegomya gilvoides är en tvåvingeart som beskrevs av Griffiths 1983. Pegomya gilvoides ingår i släktet Pegomya och familjen blomsterflugor. Inga underarter finns listade i Catalogue of Life.